# Poproč (Košice)
|  | No s'ha de confondre amb Poproč (Banská Bystrica). |

Poproč és un poble i municipi d'Eslovàquia. Es troba a la regió de Košice, a l'est del país.

## Història
La primera referència escrita de la vila data del 1255.

## Demografia
| Godina             | 1994 | 2004   | 2014   | 2024   |
| ------------------ | ---- | ------ | ------ | ------ |
| Nombre de persones | 2831 | 2811   | 2774   | 2647   |
| Diferència         |      | −0,70% | −1,31% | −4,57% |

| Godina             | 2023 | 2024   |
| ------------------ | ---- | ------ |
| Nombre de persones | 2651 | 2647   |
| Diferència         |      | −0,15% |